# Mystic River (novela)
Mystic River es una novela escrita por el autor estadounidense Dennis Lehane. Fue publicada en 2001 y ganó el Premio Dilys en 2002.

## Resumen del argumento
La novela narra la historia de tres hombres que crecieron juntos en Boston: Dave Boyle, Sean Devine y Jimmy Marcus. Dave es secuestrado por dos abusadores sexuales mientras jugaba con Sean y Jimmy. Dave escapa y regresa a su casa varios días después, traumatizado por la experiencia. Veinticinco años después, Sean es detective de homicidios, Jimmy es un exconvicto y es el dueño de una tienda de conveniencia y Dave continúa traumatizado. La hija de Jimmy desaparece y es asesinada de forma brutal en un parque de la ciudad. En esa misma noche, Dave regresa a su casa cubierto de sangre. Sean es asignado al caso y las vidas de los tres amigos se vuelven a encontrar.

## Adaptación cinematográfica
La novela fue adaptada en la película del mismo nombre de 2003. La película fue dirigida por Clint Eastwood y fue nominada a seis Premios Óscar, ganando en las categorías de mejor actor (Sean Penn) y mejor actor de reparto (Tim Robbins).
- Datos: Q647167